# Modrá jeskyně (Biševo)
Modrá jeskyně (chorvatsky: Modra špilja) je podmáčená mořská jeskyně, která se nachází v malé zátoce zvané Balun (Ball v místním dialektu), na východní straně ostrova Biševo asi 8,3 km od Komiže na ostrově Vis. Nachází se ve středním dalmatském souostroví, 5 km jihozápadně od ostrova Vis. Jeskyně je jedním z nejznámějších přírodních krás na Jadranu a oblíbenou ukázkovou jeskyní kvůli zářícímu modrému světlu, které se objevuje v určitých denních dobách.

## Popis

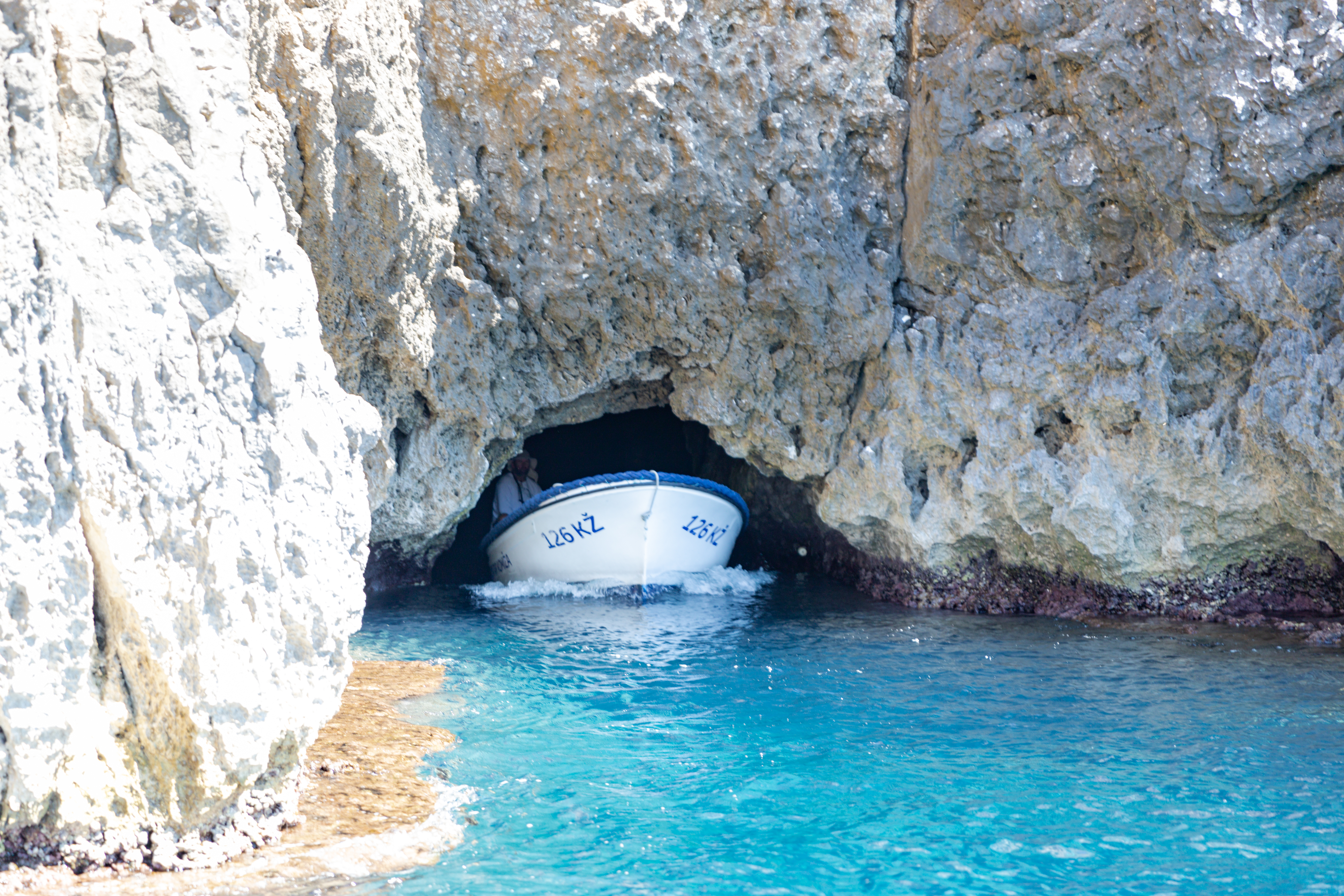
Východ z jeskyně

Jeskyně byla vytvořena vlnovým působením moře, když mořská voda narušila vápenec , z níž je složen celý ostrov Biševo. Samotná jeskyně je dlouhá 24 metrů, 10–12 metrů hluboká a až 15 metrů vysoká, zatímco vchod do ní je 1,5 metru vysoký a 2,5 metru široký. Jeskyně má dva otvory, jeden menší, uměle prohloubený, skrz které mohou proplouvat veslice, tento otvor nemá žádný vliv na osvětlení v jeskyni. Druhý otvor je jako klenba a je mnohem širší, na jižní straně jeskyně pod hladinou moře a přes něj proniká sluneční světlo. Díky Modré jeskyni je ostrov vyhledávaný turisty. V závislosti na ročním období je ideální návštěva jeskyně mezi 11:00 a 12:00, kdy pro klidné moře pronikají sluneční paprsky skrz podvodní otvor do Modré jeskyně, odrážejí se od bílého dna a osvětlují jeskyni a předměty ve vodě stříbrem. Vzhledem k malé hloubce jeskyně a podvodní trhlině je vhodná pro potápění potápěčů všech kategorií. Je hluboká 3–20 m. Jeskyně je geomorfologicky velmi zajímavá a představuje typický krasový tvar. Jeskyně přijímá každoročně více než 10 000 návštěvníků a turistické lodě často zahrnují návštěvu jiné podobné jeskyně na ostrově, Zelené jeskyně, která je větší a vypadá jako smaragdová - zelený barva v důsledku podobného efektu. Přístup do jeskyně je pouze lodí.

## Fotogalerie

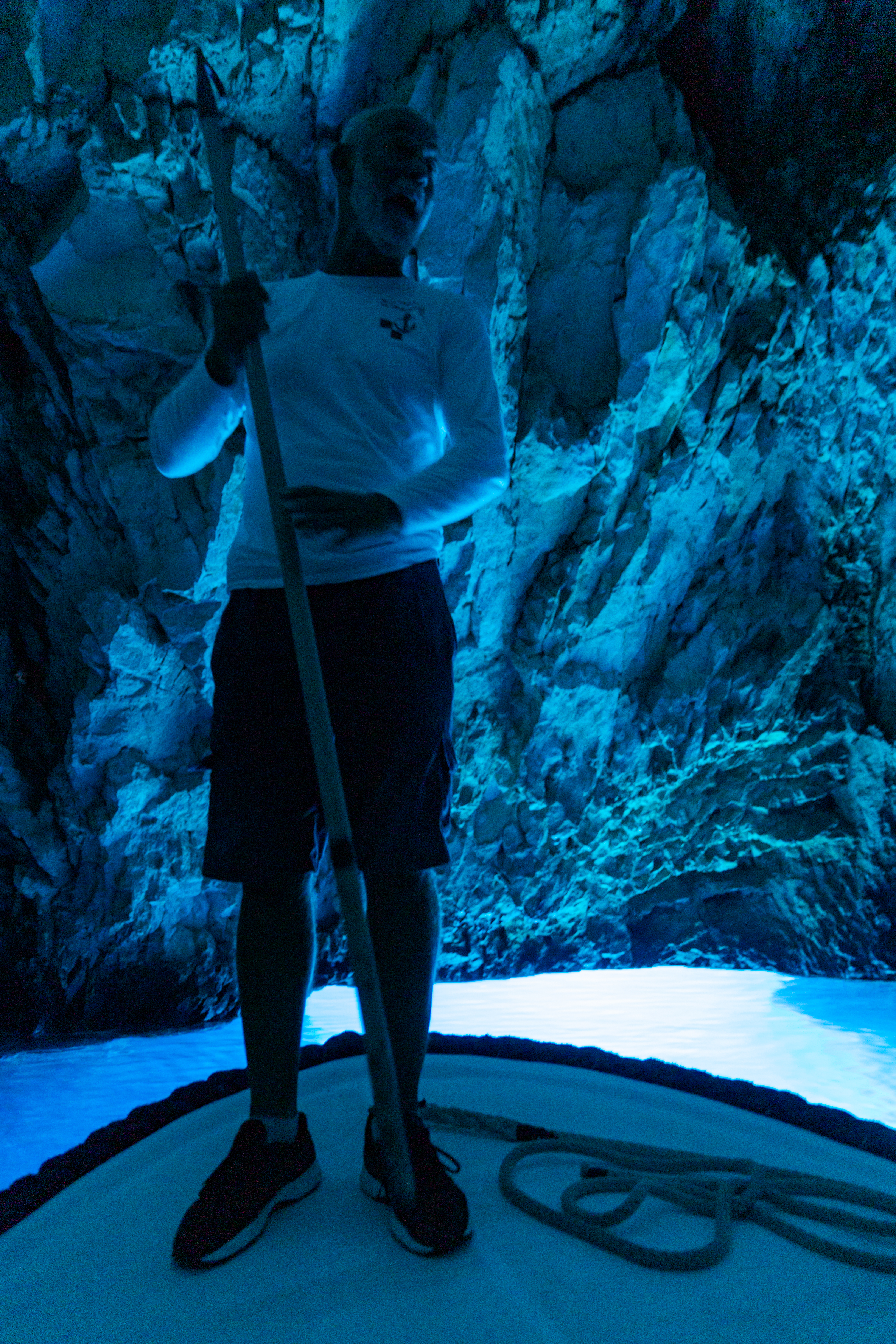
Průvodce jeskyní
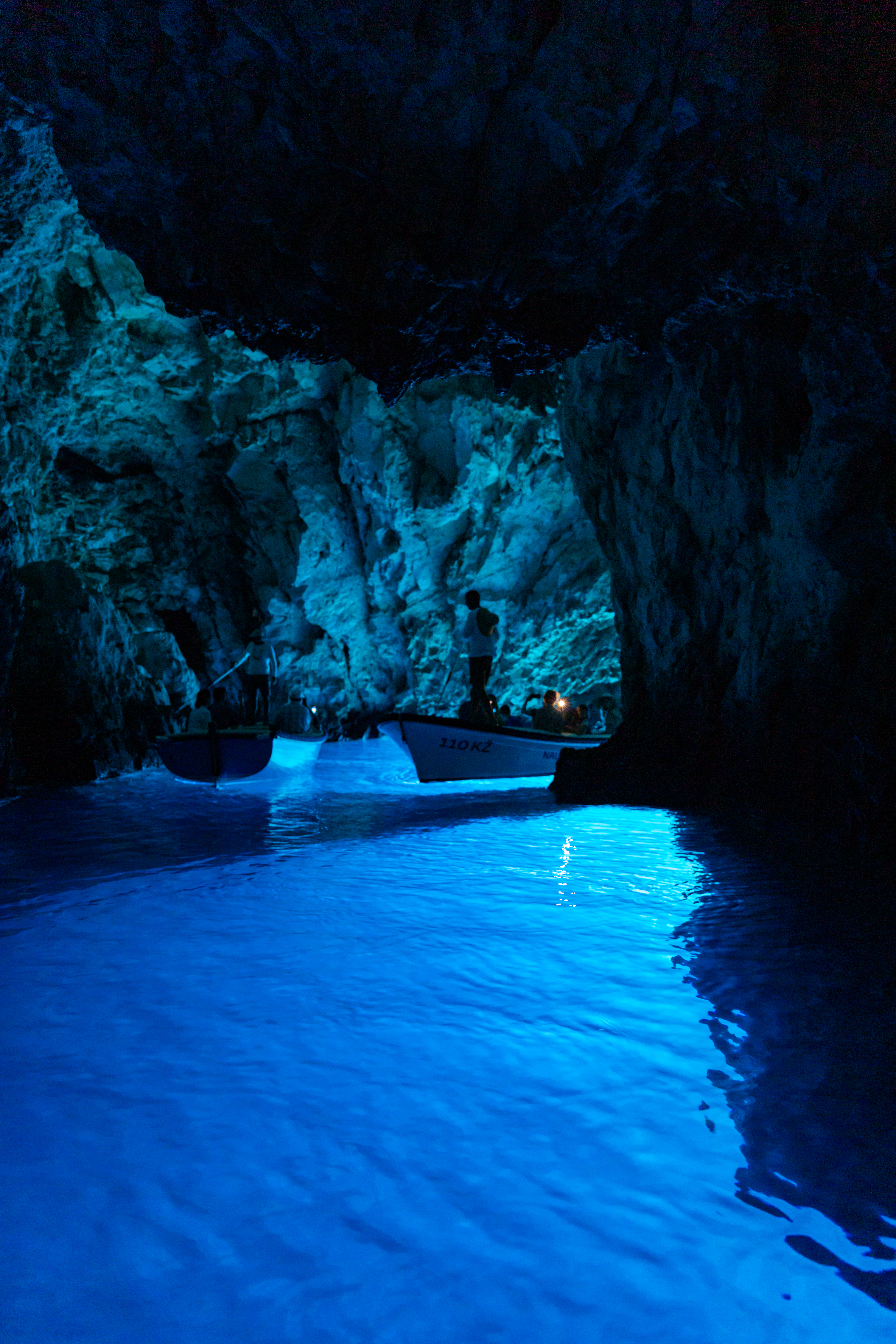
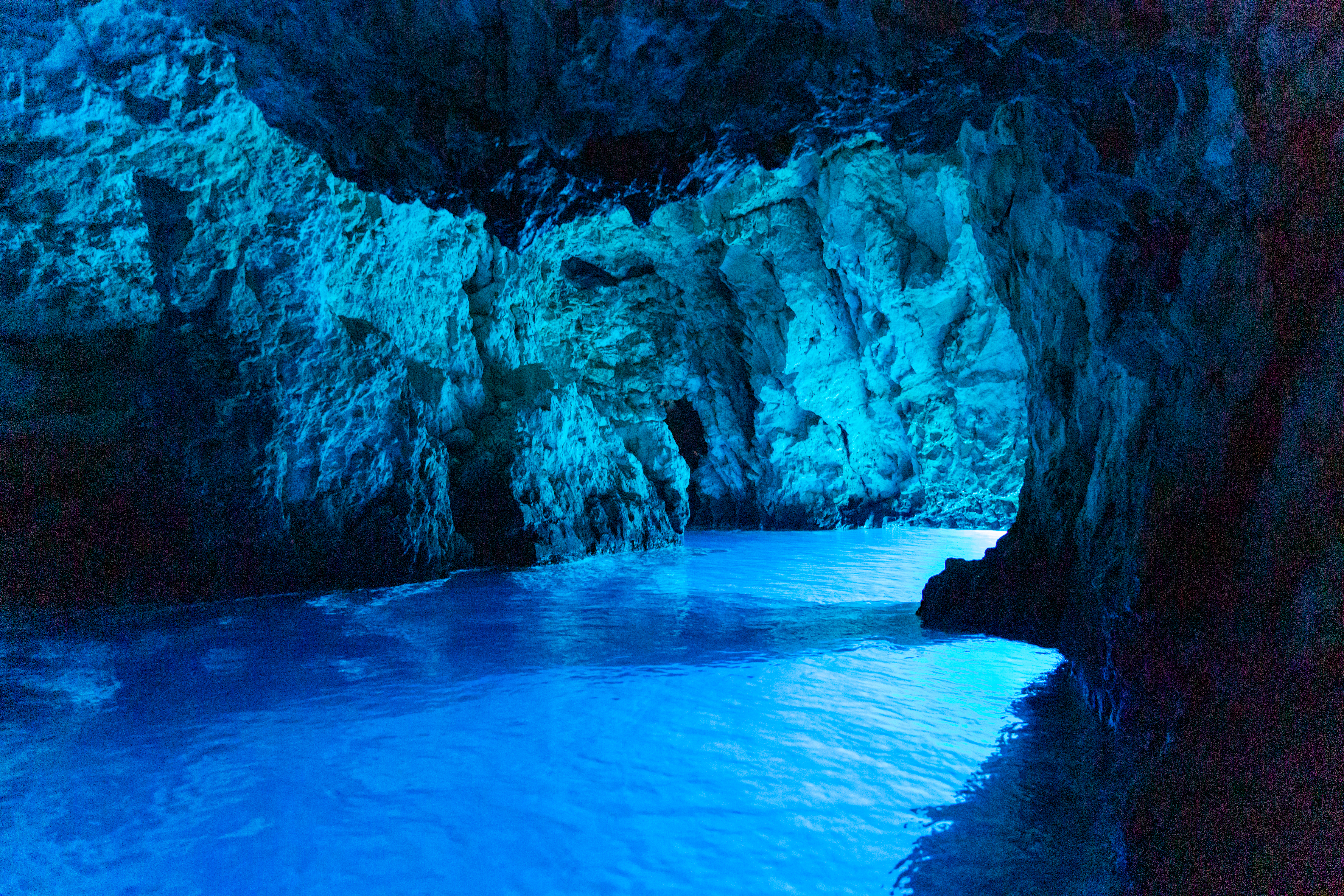
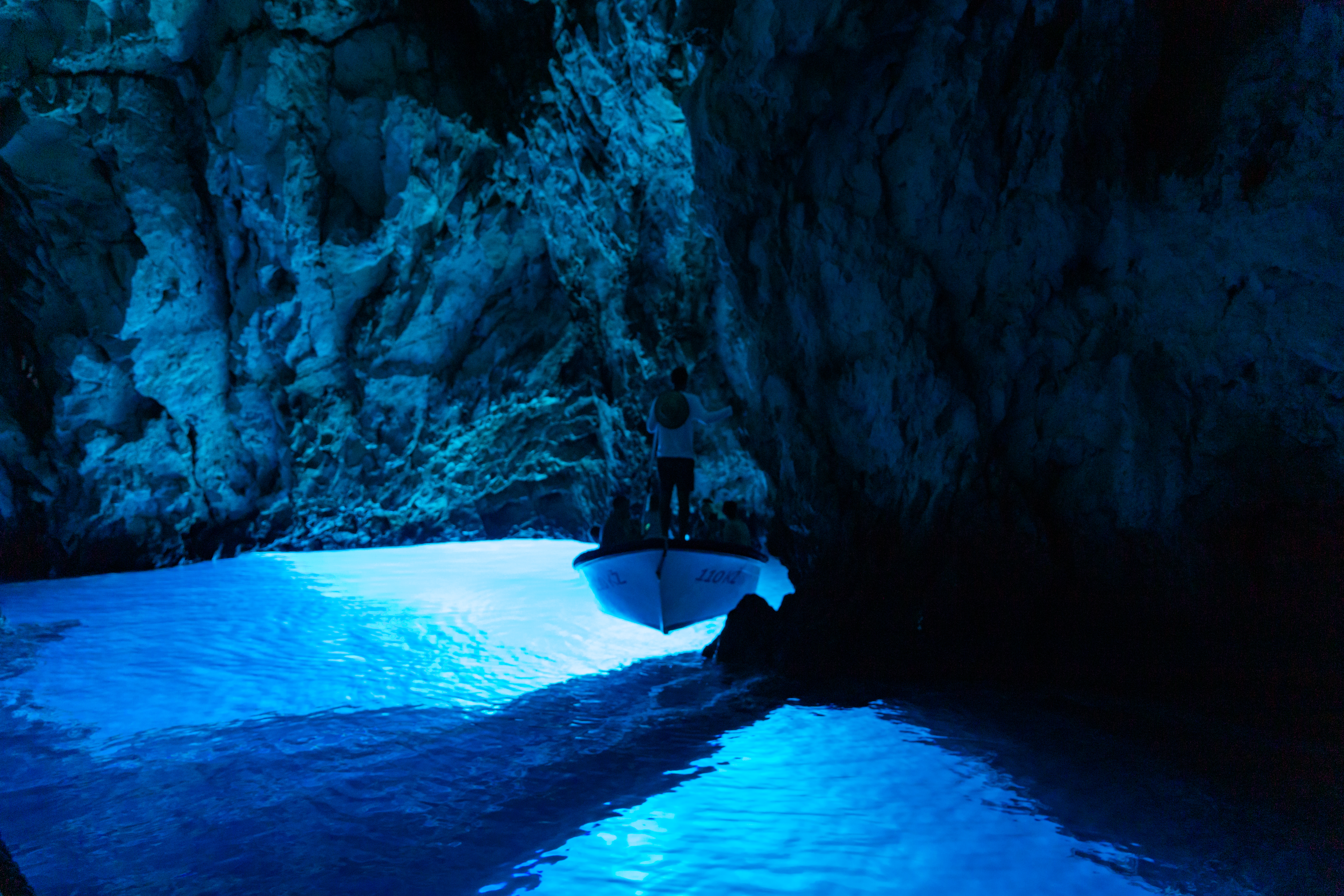
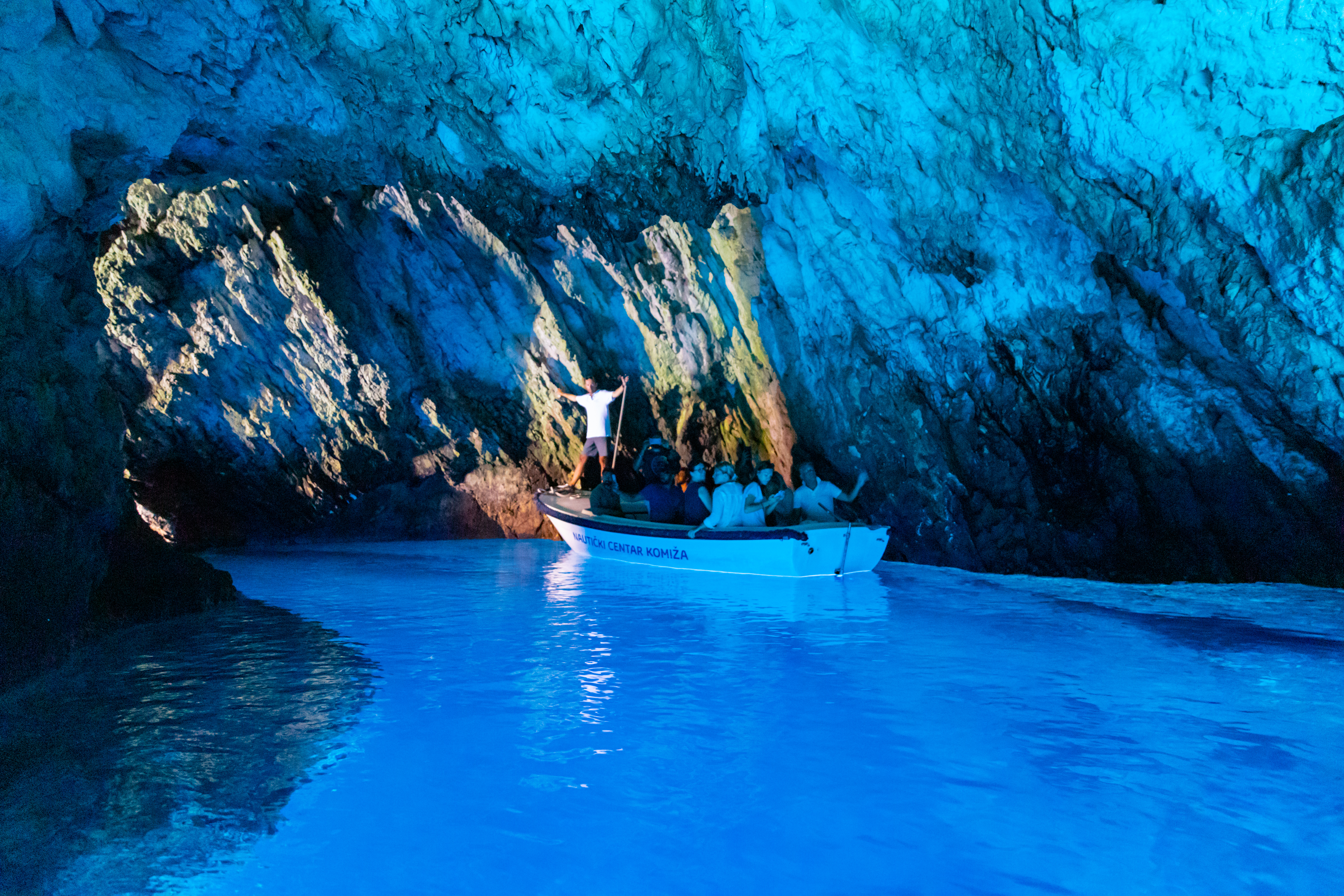
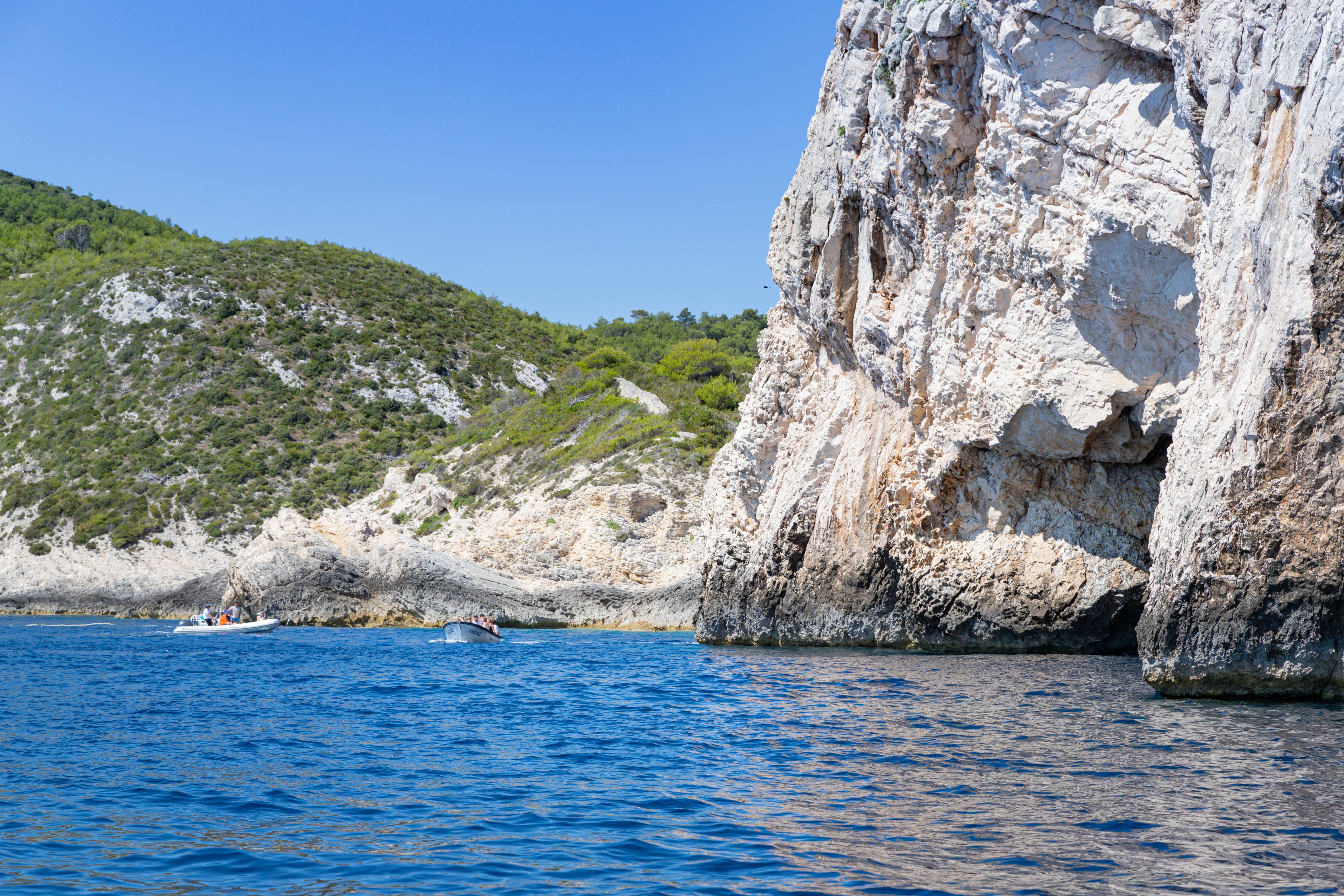
Boční pohled na jeskyni